# Ulrich Schulz (Ingenieur)
Ulrich Schulz (* 18. September 1937 in Allenstein) ist ein deutscher Hochschullehrer, Ingenieur, Kunstsammler und Autor.

## Leben und Wirken
Schulz absolvierte von 1954 bis 1957 in Minden eine Maurerlehre. Nach der Gesellenprüfung studierte er an der Ingenieurschule in Nienburg/Weser und bestand nach fünf Semestern neben der Abschlussprüfung zugleich die Hochschulreifeprüfung. Er begann an der Technischen Hochschule und heutigen Universität Karlsruhe 1959 sein ergänzendes Ingenieurstudium, war bald Hilfsassistent am Lehrstuhl für Straßenbau und beendete 1964 sein Studium mit dem Diplom. Danach wurde er wissenschaftlicher Angestellter bei Otto Steinhardt in der Karlsruher „Versuchsanstalt für Stahl, Holz und Steine“. 1970 erfolgte seine Promotion zum Dr.-Ing. mit einer Arbeit zur Beulstabilität von Zylinderschalen.
1974 erhielt er die Venia Legendi der Fakultät für Bauingenieur- und Vermessungswesen der Universität Fridericiana Karlsruhe und hielt in den Folgejahren Vorlesungen zu den Bereichen „Schalenstabilität“ und „Kunststoffbau“. 1980 erfolgte die Ernennung zum Professor.

### Wissenschaftliche Schwerpunkte
Wissenschaftliche Schwerpunkte bildeten Forschungsarbeiten zum Stabilitätsverhalten von axial und radial beanspruchten Zylinderschalen, von Kegelschalen und Torusschalen, von Schalen mit Mantelöffnungen, sowie deren Beeinflussung durch Schweißeigenspannungen. Er war Mitglied im DAST- und im Normen-Ausschuss „Schalenbeulen“ des DIN-Arbeitsausschusses „Kleben“ sowie Obmann des Normenunterausschusses „Gärfuttersilos aus Stahl“.
Neben den Arbeiten zur Schalenstabilität sind die für den Einsatz im Bauwesen grundlegenden Untersuchungen zum Festigkeits- und Langzeitverhalten von glasfaserverstärkten Kunststoffen und deren Verkleb- und Verschraubbarkeit sowie denen zum Tragverhalten von Membrantragwerken, Kunststoffrecyclingmaterialien und Sandwichelementen hervorzuheben. Bearbeitung von einer Vielzahl von Forschungsaufträgen der Deutschen Forschungsgemeinschaft, des Deutschen Instituts für Bautechnik (DIBt) und des Landes Nordrhein-Westfalen. Als Spezialist für den Einsatz von Kunststoffen im Bauwesen wurde er als Sachverständiger in die Ausschüsse „Kunststoffe“ und „Treppen“ des DIBt berufen.

### Tätigkeit als Kunstsammler
Schulz machte sich einen Namen als Bibliophiler und Sammler. Von Januar bis März 2000 stellte die Badische Landesbibliothek Karlsruhe seine deutschsprachigen Inkunabeln, von Mai bis Juli 2002 die Holzschnittbücher des 16. Jahrhunderts und von Juli bis September 2007 die Totentanzsammlung aus. Seine Skulpturensammlung wurde von Juni bis Juli 2006 im Edwin Scharff Museum in Neu-Ulm, vom August bis Oktober 2006 im Schloss Achberg und von April bis Mai 2007 im Kloster Asbach der Öffentlichkeit zugänglich gemacht.
Innerhalb von mehreren Jahrzehnten konnte Schulz und seine Tochter Kathrin das gesamte grafische Werk von Albrecht Dürer in ausgezeichneten Drucken zusammentragen. Die Sammlung wurde ausgestellt im Kloster Schussenried von Juli bis November 2011, im Diözesanmuseum St. Afra und Schaezlerpalais in Augsburg von Oktober 2012 bis Januar 2013, im Schlossmuseum Wernigerode von April bis Juni 2013 und im Stadtmuseum von Liberec von Juli bis September 2013. Dazu erschien ein zweibändiger Katalog.
Ein weiterer Sammlungsschwerpunkt waren die illustrierten Bücher des 20. Jahrhunderts. Die Sammlung wurde in einer umfassenden Ausstellung im Kloster Schussenried vom Mai bis August 2019 der Öffentlichkeit gezeigt. Es erschien ein dreibändiger Katalog.
Neben seinen Sammelaktivitäten ist er langjähriges Mitglied des Karlsruher Bibliophilenkreises, Gründungsmitglied und Vorsitzender des Sammlerkreises der Staatlichen Kunsthalle Karlsruhe und Initiator des Förderkreises Kinder Myanmar.

## Publikationen (Auswahl)

### Wissenschaftliche Veröffentlichungen
- Zum Beulverhalten von Kreiszylinderschalen. In: Schweizerische Bauzeitung, Heft 1, 1971.
- Zur örtlichen Stegbeanspruchung zentrisch beanspruchter Kranbahnträger bei Verwendung elastisch gebetteter Kranschinen. In: Der Bauingenieur, Heft 8, 1969.
- Zur Beulstabilität anisotroper Zylinderschalen aus glasfaserverstärktem Kunststoff (GFK). In: Der Bauingenieur, Heft 5, 1972.
- Kleben von glasfaserverstärkten Kunststoffen. In: Die Bautechnik, Heft 9, 1971.
- Zum Relaxationsverhalten von vorgespannten GFK-Schraubverbindungen. In: Der Plastverarbeiter, Heft 2, 1973.
- Die Stabilität axial belasteter Zylinderschalen mit Mantelöffnungen. In: Der Bauingenieur, Heft 10, 1976.
- Die Konstruktion und Berechnung von Membrantragwerken. In: Die Bautechnik, Heft 7/8, 1977.
- Der Stabilitätsnachweis bei Schalen. Versuchsanstalt für Stahl, Holz und Steine der Universität Fridericiana, Karlsruhe, 1981.[5]
- Das Stabilitätsverhalten von torusförmigen Schalen. In: Der Stahlbau, Heft 11, 1983.
- Eigenschaften und Verwendbarkeit von Kunststoffrecyclingmaterialien. In: Die Bautechnik, Heft 3, 1989.
- Beulen von axialgedrückten Kegelschalen mit und ohne Innendruck. In: Der Bauingenieur, Heft 10, 1993.
- Zum Zwischenstützbereich von Sandwichelementen bei Mehrfeldträgersystemen. In: Der Stahlbau, Heft 10, 1993.
- Tragverhalten von Sandwichelementen mit Mineralfaserkernen. In: Die Bautechnik, Heft 10, 1995.

### Sonstige Veröffentlichungen
- Eine Reise in die Vergangenheit. Selbstverlag U. Schulz, Karlsruhe, 2011/12. ISBN 978-3-00-042067-2.
- Briefe an Felix Konstantin. Selbstverlag U. Schulz, Karlsruhe, 2012/13. ISBN 978-3-00-042665-0.
- Über das Suchen und das Glück des Findens. Selbstverlag U. Schulz, Karlsruhe, 2020.  ISBN 978-3-00-066820-3.

## Ausstellungen
- Büchersammlung Kathrin und Ulrich Schulz: Die deutschsprachigen Inkunabeln. Ausstellung in der Badischen Landesbibliothek vom 18.1. – 4.3.2000. Karlsruhe; Badische Landesbibliothek 2000, ISBN 3-88705-049-5.
- Büchersammlung K. und U. Schulz: Die Holzschnittbücher des 16. Jahrhunderts: eine Ausstellung in der Badischen Landesbibliothek 2002, ISBN 978-3-88705053-5. Ausstellung in der Badischen Landesbibliothek vom 15.5. – 27.7.2002. Karlsruhe, Badische Landesbibliothek 2002, ISBN 3-88705-053-3.
- Sammlung K. und U. Schulz: Skulptur! Klein! Skulptur! - Kleinplastiken des 19. und 20. Jahrhunderts. Ausstellungen im Edwin Scharff Museum, Neu-Ulm, 2006; im Schloss Achberg, Landkreis Ravensburg, 2006; im Museum Kloster Asbach, Rotthalmünster 2007. Neu-Ulm, Edwin Scharff Museum, 2006, ISBN 3-9809837-4-9.
- Büchersammlung K. und U. Schulz: Die Totentänze. Ausstellung in der Badischen Landesbibliothek vom 4.7. – 22.9.2007. Karlsruhe, Badische Landesbibliothek, 2007, ISBN 978-3-00-034985-0.
- Sammlung K. und U. Schulz: Albrecht Dürer – das druckgraphische Werk. Ausstellungen im Kloster Schussenried vom 7.7. – 6.11.2011; im Diözesanmuseum und Schaezlerpalais, Augsburg vom 11.10.2011 – 27.1.2012; im Schlossmuseum Wernigerode vom 14.4. – 21.6.2013; im Museum der Stadt Liberec/Tschechien vom 3.7. – 21.9.2013. Hg. Stadt Bad Schussenried mit Unterstützung der Staatlichen Schlösser und Gärten Baden-Württemberg (SSG). Selbstverlag der Staatliche Schlösser und Gärten Baden-Württemberg 2011. Erster Band: Die frühen Jahre bis zur zweiten italienischen Reise, 305 S. Zweiter Band: Die Meisterjahre und das Spätwerk. 321 S. ISBN 978-3-00-034985-0.
- Büchersammlung K. und U. Schulz: Illustrierte Bücher des 20. Jahrhunderts; Ausstellung im Kloster Schussenried, Bad Schussenried vom 10.5. – 18.8.2019, Selbstverlag Kloster Schussenried 2019; (Katalog und Text: U. Schulz); Erster Bd.: 1900 – 1920, 439 S.; Zweiter Bd.: 1920 – 1945, 708 S.; Dritter Bd.: 1945 – 1970, 739 S. ISBN 978-3-00062520-6.